# 20-я танковая дивизия (СССР)
20-я танковая дивизия — формирование (соединение, танковая дивизия) автобронетанковых войск Красной Армии, принимавшее участие в оборонительных боях начального периода Великой Отечественной войне.
В июле 1940 года сформирована в составе 9-го механизированного корпуса в Киевском особом военном округе. Все свои 36 танков дивизия потеряла в первом же бою 24 июня 1941 года. 9 сентября 1941 года расформирована. Командир дивизии полковник М. Е. Катуков назначен командиром формируемой 4-й танковой бригады.

## История
20-я танковая дивизия была сформирована в составе 9-го механизированного корпуса в ноябре 1940 года в Киевском особом военном округе. Дислоцировалась в городе Шепетовка. К началу Великой Отечественной войны на вооружении дивизии имелось 36 танков (30 единиц БТ, 3 единицы Т-26 и 3 единицы ОТ-133), 78 орудий и миномётов, при численности 8997 человек личного состава. Командир — полковник М. Е. Катуков.

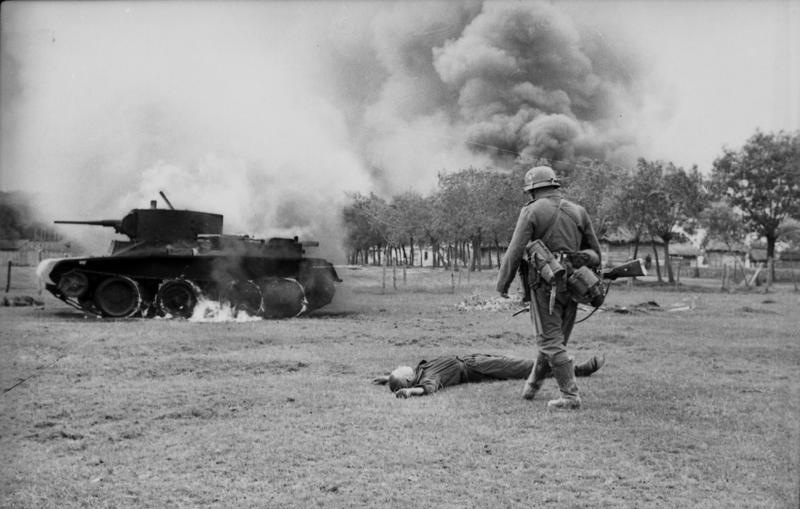
Подбитый БТ-7, аналогичный состоявшим на вооружении 20-й танковой дивизии, июнь 1941 года.

Вечером 22 июня 1941 года части дивизии совершили марш к Луцку. 24 июня атаковала немецкую 13-ю пехотную моторизованную дивизию, потеряв в ходе боя все свои танки.
26 июня в составе 9-го механизированного корпуса участвовала в контрударе в районе Дубно против 13-й танковой и 299-й пехотной дивизий вермахта. К исходу дня из-за угрозы окружения отошла к Клевани.
До 30 июня вела бои с 14-й танковой и 25-й моторизованной немецкими дивизиями на рубеже реки Горынь, а затем у Клевани.
С 10 по 14 июля участвовала в контрударе на Новоград-Волынском направлении, после чего до 6 августа вела бои в районе Коростеньского укрепрайона без танков, силами оставшихся 2 тысяч человек личного состава.
В конце июля 1941 года приказом советского командования начался отзыв с фронта наиболее ценных танковых кадров, не имевших материальной части и использовавшихся в боях в качестве обычных пехотинцев. Командир дивизии полковник М. Е. Катуков назначен командиром формируемой 4-й танковой бригады.
В конце августа оборонялась в районе севернее Чернигова. 9 сентября расформирована.

## Состав
- управление дивизии
- 39-й танковый полк (командир — подполковник Афанасий Семёнович Дружинин)
- 40-й танковый полк (командир — майор Александр Климентьевич Третьяков)
- 20-й мотострелковый полк (командир — подполковник Пётр Васильевич Перерва)
- 20-й гаубичный артиллерийский полк (командир — майор Юров Иван Леонтьевич[4])
- 20-й отдельный зенитный артиллерийский дивизион (командир — капитан Молчанов)
- 20-й разведывательный батальон (командир — капитан Бекетов Петр Федорович[5])
- 20-й понтонно-мостовой батальон (командир — капитан Любушкин Сергей Тихонович[6])
- 20-й отдельный батальон связи (командир — капитан Федорякин)
- 20-й ремонтно-восстановительный батальон (временно исполняющий должность командира — старший лейтенант Тенета Яков Иванович[7])
- 20-й медико-санитарный батальон
- 20-й автотранспортный батальон
- 20-я рота регулирования
- 20-й полевой хлебозавод
- 642-я полевая почтовая станция
- 514-я полевая касса Госбанка[8][9]

## Командование дивизии
- полковник М. Е. Катуков (1940—1941; в первые дни войны из-за болезни Катукова его обязанности временно исполнял заместитель по строевой части полковник В. М. Черняев)[9]
- начальник штаба, подполковник Чухин Николай Дмитриевич[10]
- начальник артиллерии, подполковник Цикало Михаил Пантелеевич.